# 中华人民共和国民政部部长
中华人民共和国民政部部长是中华人民共和国民政部的正职负责人和中华人民共和国国务院的组成人员之一，属于国家公务员，负责领导民政部的工作，召集和主持民政部部务会议，签署上报国务院的重要请示、报告和下达的命令指示。民政部部长由国务院总理提名，全国人民代表大会决定人选，国家主席根据决定任免。
1949年10月1日，中华人民共和国中央人民政府正式成立，中央人民政府内务部亦于同日成立。10月19日，中央人民政府委员会在北京举行第三次会议，任命谢觉哉为中央人民政府内务部部长，为中华人民共和国成立以来的首任内务部长。1954年9月15日至9月28日，第一届全国人民代表大会第一次会议召开，会议确定中央人民政府政务院改组为中华人民共和国国务院，为中华人民共和国的最高行政机关，中央人民政府内务部亦改组为中华人民共和国内务部，正职负责人仍称部长。1968年12月11日，内务部、最高人民法院、最高人民检察院军事代表联合公安部领导小组向中央上报《关于撤销高检院、内务部、内务办三个单位，公安部、高法院留下少数人的请示报告》，时任最高领导人毛泽东批示照办。1969年1月3日，谢富治向内务口单位军代表和部分群众传达毛泽东的指示，中华人民共和国内务部建制撤销，其正职负责人亦随之撤销，主管业务划归多个不同部门。1978年3月5日，第五届全国人民代表大会第一次会议通过决议，设立中华人民共和国民政部，作为中华人民共和国内务部的继承单位，并任命程子华为中华人民共和国民政部部长，确立部长负责制至今。
截至2025年3月14日，共有11名政治人物曾担任过中华人民共和国民政部部长，其中有1位少数民族，即多吉才让（藏族）；有1位女性，即钱瑛。任职时间最长的是崔乃夫，任职期限自1982年5月4日至1993年3月29日，共计10年329天。任职时间最短的是钱瑛，任职期限自1959年4月29日至1960年11月23日，共计1年208天。现任民政部部长是陆治原，自2023年12月29日起任职，迄今1年75天。

## 历任部长
下表列出中华人民共和国民政部历任部长的任次、姓名、生卒年份、肖像、籍贯、就任日期、卸任日期、任职时长、任内要职和时任政府首脑等信息。姓名下方仅有生卒年份者表明此人为男性、汉族、中共党员。
| 任次                                                     | 姓名 （生卒年份）                                      | 肖像                                                   | 籍貫                                                   | 就任日期                                               | 卸任日期                                               | 任内要职                                                          | 时任总理                                               | 资料                                                   |
| 任次                                                     | 姓名 （生卒年份）                                      | 肖像                                                   | 籍貫                                                   | 任职时长                                               | 任职时长                                               | 任内要职                                                          | 时任总理                                               | 资料                                                   |
| 中央人民政府内务部部长（1949年10月19日—1954年9月28日）   | 中央人民政府内务部部长（1949年10月19日—1954年9月28日） | 中央人民政府内务部部长（1949年10月19日—1954年9月28日） | 中央人民政府内务部部长（1949年10月19日—1954年9月28日） | 中央人民政府内务部部长（1949年10月19日—1954年9月28日） | 中央人民政府内务部部长（1949年10月19日—1954年9月28日） | 中央人民政府内务部部长（1949年10月19日—1954年9月28日）            | 中央人民政府内务部部长（1949年10月19日—1954年9月28日） | 中央人民政府内务部部长（1949年10月19日—1954年9月28日） |
| -------------------------------------------------------- | ------------------------------------------------------ | ------------------------------------------------------ | ------------------------------------------------------ | ------------------------------------------------------ | ------------------------------------------------------ | ----------------------------------------------------------------- | ------------------------------------------------------ | ------------------------------------------------------ |
| 1                                                        | 谢觉哉 （1884—1971）                                   |                                                        | 湖南 宁乡                                              | 1949年10月19日                                         | 1954年9月28日                                          | 中央人民政府法制委员会委员 政务院政治法律委员会委员               | 周恩来                                                 | [ 7 ]                                                  |
| 1                                                        | 谢觉哉 （1884—1971）                                   | 4年344天                                               | 湖南 宁乡                                              |                                                        |                                                        | 中央人民政府法制委员会委员 政务院政治法律委员会委员               | 周恩来                                                 | [ 7 ]                                                  |
| 中华人民共和国内务部部长（1954年9月28日—1968年12月11日） |                                                        |                                                        |                                                        |                                                        |                                                        |                                                                   |                                                        |                                                        |
| 1                                                        | 谢觉哉 （1884—1971）                                   |                                                        | 湖南 宁乡                                              | 1954年9月28日                                          | 1959年4月29日                                          |                                                                   | 周恩来                                                 | [ 8 ]                                                  |
| 1                                                        | 谢觉哉 （1884—1971）                                   | 4年213天                                               | 湖南 宁乡                                              |                                                        |                                                        |                                                                   | 周恩来                                                 | [ 8 ]                                                  |
| 2                                                        | 钱瑛 （女） （1903—1973）                              |                                                        | 湖北 潜江                                              | 1959年4月29日                                          | 1960年11月23日                                         | 中华人民共和国内务部党组书记                                      | 周恩来                                                 | [ 9 ] [ 10 ]                                           |
| 2                                                        | 钱瑛 （女） （1903—1973）                              | 1年208天                                               | 湖北 潜江                                              |                                                        |                                                        | 中华人民共和国内务部党组书记                                      | 周恩来                                                 | [ 9 ] [ 10 ]                                           |
| 3                                                        | 曾山 （1899—1972）                                     |                                                        | 江西 吉安                                              | 1960年11月23日                                         | 1968年12月11日                                         | 中共中央委员                                                      | 周恩来                                                 | [ 11 ]                                                 |
| 3                                                        | 曾山 （1899—1972）                                     | 8年18天                                                | 江西 吉安                                              |                                                        |                                                        | 中共中央委员                                                      | 周恩来                                                 | [ 11 ]                                                 |
| 1968年12月11日，撤销中华人民共和国内务部部长。           |                                                        |                                                        |                                                        |                                                        |                                                        |                                                                   |                                                        |                                                        |
| 1978年3月5日，设置中华人民共和国民政部部长。             |                                                        |                                                        |                                                        |                                                        |                                                        |                                                                   |                                                        |                                                        |
| 中华人民共和国民政部部长（1978年3月5日至今）             |                                                        |                                                        |                                                        |                                                        |                                                        |                                                                   |                                                        |                                                        |
| 4                                                        | 程子华 （1905—1991）                                   |                                                        | 山西 运城                                              | 1978年3月5日                                           | 1982年5月4日                                           | 中华人民共和国民政部党组书记 中国人民政治协商会议全国委员会副主席 | 华国锋 ↓ 赵紫阳                                        | [ 12 ]                                                 |
| 4                                                        | 程子华 （1905—1991）                                   | 4年60天                                                | 山西 运城                                              |                                                        |                                                        | 中华人民共和国民政部党组书记 中国人民政治协商会议全国委员会副主席 | 华国锋 ↓ 赵紫阳                                        | [ 12 ]                                                 |
| 5                                                        | 崔乃夫 （1928—2023）                                   |                                                        | 北京 昌平                                              | 1982年5月4日                                           | 1993年3月29日                                          | 中华人民共和国民政部党组书记                                      | 赵紫阳 ↓ 李鹏                                          | [ 13 ] [ 14 ]                                          |
| 5                                                        | 崔乃夫 （1928—2023）                                   | 10年329天                                              | 北京 昌平                                              |                                                        |                                                        | 中华人民共和国民政部党组书记                                      | 赵紫阳 ↓ 李鹏                                          | [ 13 ] [ 14 ]                                          |
| 6                                                        | 多吉才让 （藏族） （1939—）                            |                                                        | 甘肃 夏河                                              | 1993年3月29日                                          | 2003年3月17日                                          | 中国国际减灾委员会副主任                                          | 李鹏 ↓ 朱镕基                                          | [ 15 ] [ 16 ]                                          |
| 6                                                        | 多吉才让 （藏族） （1939—）                            | 9年353天                                               | 甘肃 夏河                                              |                                                        |                                                        | 中国国际减灾委员会副主任                                          | 李鹏 ↓ 朱镕基                                          | [ 15 ] [ 16 ]                                          |
| 7                                                        | 李学举 （1945—）                                       |                                                        | 吉林 公主岭                                            | 2003年3月17日                                          | 2010年6月25日                                          | 中共中央委员                                                      | 温家宝                                                 | [ 17 ] [ 18 ]                                          |
| 7                                                        | 李学举 （1945—）                                       | 7年100天                                               | 吉林 公主岭                                            |                                                        |                                                        | 中共中央委员                                                      | 温家宝                                                 | [ 17 ] [ 18 ]                                          |
| 8                                                        | 李立国 （1953—）                                       |                                                        | 河北 玉田                                              | 2010年6月25日                                          | 2016年11月6日                                          | 中华人民共和国民政部党组书记 中共中央委员                         | 温家宝 ↓ 李克强                                        | [ 19 ] [ 20 ]                                          |
| 8                                                        | 李立国 （1953—）                                       | 6年134天                                               | 河北 玉田                                              |                                                        |                                                        | 中华人民共和国民政部党组书记 中共中央委员                         | 温家宝 ↓ 李克强                                        | [ 19 ] [ 20 ]                                          |
| 9                                                        | 黄树贤 （1954—）                                       |                                                        | 江苏 扬中                                              | 2016年11月6日                                          | 2019年10月26日                                         | 中华人民共和国民政部党组书记                                      | 李克强                                                 | [ 21 ]                                                 |
| 9                                                        | 黄树贤 （1954—）                                       | 2年354天                                               | 江苏 扬中                                              |                                                        |                                                        | 中华人民共和国民政部党组书记                                      | 李克强                                                 | [ 21 ]                                                 |
| 10                                                       | 李纪恒 （1957—）                                       |                                                        | 广西 贵港                                              | 2019年10月26日                                         | 2022年2月28日                                          | 中华人民共和国民政部党组书记                                      | 李克强                                                 | [ 22 ]                                                 |
| 10                                                       | 李纪恒 （1957—）                                       | 2年125天                                               | 广西 贵港                                              |                                                        |                                                        | 中华人民共和国民政部党组书记                                      | 李克强                                                 | [ 22 ]                                                 |
| 11                                                       | 唐登杰 （1964—）                                       |                                                        | 江苏 建湖                                              | 2022年2月28日                                          | 2023年12月29日                                         | 中华人民共和国民政部党组书记                                      | 李克强 ↓ 李强                                          | [ 23 ]                                                 |
| 11                                                       | 唐登杰 （1964—）                                       | 1年304天                                               | 江苏 建湖                                              |                                                        |                                                        | 中华人民共和国民政部党组书记                                      | 李克强 ↓ 李强                                          | [ 23 ]                                                 |
| 11                                                       | 陆治原 （1964—）                                       |                                                        | 陕西 绥德                                              | 2023年12月29日                                         | 现任                                                   | 中华人民共和国民政部党组书记 中共中央委员                         | 李强                                                   | [ 24 ]                                                 |
| 11                                                       | 陆治原 （1964—）                                       | 1年75天                                                | 陕西 绥德                                              |                                                        |                                                        | 中华人民共和国民政部党组书记 中共中央委员                         | 李强                                                   | [ 24 ]                                                 |

## 在世前任部长
截至2025年3月，在世的前中華人民共和國民政部部長有6位：
| 姓名     | 任期                         | 出生日期與年齡     |
| -------- | ---------------------------- | ------------------ |
| 多吉才让 | 1993年3月29日—2003年3月17日  | 1939年11月（85歲） |
| 李学举   | 2003年3月17日—2010年6月25日  | 1945年4月（79歲）  |
| 李立国   | 2010年6月25日—2016年11月6日  | 1953年11月（71歲） |
| 黄树贤   | 2016年11月6日—2019年10月26日 | 1954年9月（70歲）  |
| 李纪恒   | 2019年10月26日—2022年2月28日 | 1957年1月（68歲）  |
| 唐登杰   | 2022年2月28日—2023年12月29日 | 1964年6月（60歲）  |

最近一位去世的前中華人民共和國民政部部長是崔乃夫，他于2023年4月4日在北京去世，享年94岁。